# Litlisjór
Le Litlisjór est un lac d'Islande situé dans le Sud du pays, au nord-est du Landmannalaugar et au sud-ouest du Vatnajökull. Il est le plus étendu des lacs formant les Veiðivötn. Alors qu'il est naturellement exempt de poisson, des truites brunes sont introduites en 1965 afin de faire du lac un site de pêche à la ligne. Alors qu'il est prévu d'effectuer un apport annuel de ces salmonidés, leur acclimatation se passe mieux que prévu et la population survit d'année en année.